# 糀泰佑
糀 泰佑 (こうじ たいすけ、1987年8月27日 - )は、日本のファッションデザイナー。
福岡県出身。現在は東京都在住。

## 来歴
高校卒業後上京し、杉野服飾大学に入学。
大学在学中にJFW新人デザイナーファッション大賞、ユミカツラアワードでグランプリを受賞。
神戸ファッションコンテストで特賞を受賞し、ノッティンガム・トレント大学に留学。
帰国後フリーデザイナーとしてファッションブランドKoH Tの活動を開始。
2019年KoH Tを設立。